# Ixia patens
Ixia patens är en irisväxtart som beskrevs av William Aiton. Ixia patens ingår i släktet Ixia och familjen irisväxter.

## Underarter
Arten delas in i följande underarter:
- I. p. linearifolia
- I. p. patens